# Iván Mándy
Pour les articles homonymes, voir Mandy.
Dans le nom hongrois Mándy Iván, le nom de famille précède le prénom, mais cet article utilise l’ordre habituel en français Iván Mándy, où le prénom précède le nom.
Iván Mándy (né le 23 décembre 1918 à Budapest et mort dans la même ville le 6 octobre 1995) est un écrivain et romancier hongrois. 
Il publie ses premiers récits dans les années 1940. Après la guerre, il devient collaborateur de la revue littéraire Újhold (1945-1948). Il compte parmi ses collègues et amis Géza Ottlik, Ágnes Nemes Nagy (eo), Balázs Lengyel (de). Il est également l'auteur de plusieurs romans pour la jeunesse. Après une période de silence, il écrit, dans les années 1960, plusieurs recueils de récits et romans dont les protagonistes sont presque toujours les solitaires et les oubliés de Budapest.
Il reçoit le prix Attila József en 1969, le prix Tibor Déry en 1985 et le prix Kossuth en 1988.